# Adam Schiff
Adam Bennett Schiff (Framingham, Massachusetts, Estados Unidos; 22 de junio de 1960) es un empresario, abogado, autor y político estadounidense que se desempeña como senador de los Estados Unidos por California desde diciembre de 2024, anteriormente fue representante de los Estados Unidos de 2001 a 2024. Miembro del Partido Demócrata, ha representado el 30.º distrito congresional de California desde 2023.
El 26 de enero de 2023, anunció su candidatura al Senado de los Estados Unidos en las elecciones de 2024, a pesar de que la titular demócrata Dianne Feinstein no había anunciado sus planes de reelección aún. Feinstein anunció su retiro semanas después.

## Biografía

### Primeros años
Nació el 22 de junio de 1960, en Framingham, Massachusetts; hijo de Edward y Sherrill Ann (Glovsky) Schiff. Se crio en una familia judía que se mudó a Scottsdale, Arizona, en 1970 y a Álamo, California, en 1972. Se graduó de la escuela secundaria Monte Vista de Danville en 1978, y fue su valedictorian de la clase y el estudiante que sus compañeros votaron como «con más probabilidades de tener éxito».
Recibió una licenciatura en Ciencias Políticas en la Universidad de Stanford en 1982 y se graduó con distinción. Regresó a Massachusetts para asistir a la Facultad de Derecho de Harvard, donde obtuvo su Doctorado en Jurisprudencia, graduándose cum laude en 1985. Fue miembro del Foro de la Facultad de Derecho de Harvard, y sus tareas incluían llevar a los oradores invitados, incluido William J. Brennan Jr., desde el aeropuerto hasta el campus y viceversa. También trabajó como estudiante asistente de investigación para el profesor Laurence Tribe.

### Carrera
Después de la Facultad de Derecho, pasó un año como asistente legal del juez William Matthew Byrne Jr. del Tribunal de Distrito de Estados Unidos para el Distrito Central de California. De 1987 a 1993, fue fiscal federal auxiliar en la Oficina del fiscal dederal para el Distrito Central. Mientras ocupaba este puesto, llamó la atención del público cuando procesó el caso contra Richard Miller, un exagente del FBI que espió a la Unión Soviética.
En mayo de 1994, fue candidato para el escaño del 43.er distrito en la Asamblea del estado de California en una elección especial y perdió ante el candidato republicano James E. Rogan. Ese noviembre, fue el candidato demócrata sin éxito para un mandato completo, perdiendo nuevamente ante Rogan.

### Senado de California
En 1996, fue elegido para representar al 21.er distrito en el Senado de California. Cuando comenzó su mandato, era el miembro más joven del Senado, con 36 años. Durante su mandato de cuatro años, presidió el Comité Judicial y el Comité Selecto de Justicia Juvenil, y el Comité Conjunto de las Artes de la legislatura estatal.
Fue autor de docenas de medidas que se promulgaron como ley. Estos incluyeron el Proyecto de Ley del Senado 1847, Capítulo 1021. Aprobada en 1998, esta legislación continuó el trabajo en la extensión estancada del tren ligero de la Línea Azul a Pasadena al cambiar el nombre de la Línea Azul a Línea Dorada  y crear la Autoridad de Construcción de la Línea Dorada de Foothill, que separó el proyecto de la Autoridad de Transporte Metropolitano del Condado de Los Ángeles. La autoridad de construcción terminó la línea de Pasadena en 2003 y la extendió a Azusa en 2016. Se inició un tercer tramo, que pretende extender la línea a Pomona para 2025. El trabajo de Schiff para revitalizar el proyecto hizo que fuera considerado en el Valle de San Gabriel como el «padre de la Línea Dorada».

### Cámara de Representantes de los Estados Unidos
Como presidente del Comité de Inteligencia, fue uno de las principales figuras en la investigación de juicio político contra Donald Trump derivada del escándalo Trump-Ucrania. Trump fue acusado según las líneas del partido por 228 votos contra 193 en la Cámara el 18 de diciembre de 2019, lo que lo convierte en el tercer presidente en ser acusado.
El 15 de enero de 2020, la presidenta de la Cámara de Representantes, Nancy Pelosi, nombró a Schiff gerente principal de juicio político. En este cargo, lideró un equipo de siete miembros de la Cámara responsables de presentar el caso de juicio político contra Trump durante su juicio ante el Senado de los Estados Unidos. Con Bob Goodlatte, Schiff se había desempeñado anteriormente como gerente principal de los juicios políticos de Samuel B. Kent y Thomas Porteous.

### Vida personal
Él y su esposa Eve tienen dos hijos.
Ha participado en múltiples desafíos de resistencia, incluidos triatlones y maratones. Fue el único representante de Estados Unidos que participó en el triatlón inaugural de Washington D. C. en 2010  y desde entonces ha participado en otras carreras en Filadelfia, la ciudad de Nueva York y Malibú. En 2014, fue el primer miembro del Congreso en participar en AIDS/LifeCycle, un paseo en bicicleta benéfico de siete días desde San Francisco a Los Ángeles para crear conciencia y obtener fondos para luchar contra el VIH y el SIDA.